# Baszki (Lubusi vajdaság)
Baszki település Lubusi vajdaságban, Strzelce-Drezdenko megyében, Lengyelországban. Baszki Drezdenko községhez tartozik.

## Történelem
1975–1998 között Baszki a Gorzów vajdasághoz tartozott.

## Fordítás
Ez a szócikk részben vagy egészben  a   Baszki (województwo lubuskie) című lengyel Wikipédia-szócikk ezen változatának fordításán alapul.  Az eredeti cikk szerkesztőit annak laptörténete sorolja fel. Ez a jelzés csupán a megfogalmazás eredetét és a szerzői jogokat jelzi, nem szolgál a cikkben szereplő információk forrásmegjelöléseként.